# Landkreis Pforzheim
Der Landkreis Pforzheim war ein Landkreis in Baden-Württemberg, der im Zuge der Kreisreform am 1. Januar 1973 aufgelöst wurde.

## Geografie

### Lage
Der Landkreis Pforzheim lag im Westen Baden-Württembergs.
Geografisch hatte er Anteil am Kraichgau im Norden und an den Ausläufern der nördlichen Schwarzwalds.

### Nachbarkreise
Seine Nachbarkreise waren 1972 im Uhrzeigersinn beginnend im Westen Karlsruhe, Vaihingen, Leonberg und Calw. Kreissitz war die Stadt Pforzheim, die selbst nicht zum Kreisgebiet gehörte. Sie teilte das Kreisgebiet in einen Hauptteil im Norden und Nordwesten Pforzheims, einen kleineren Teil im Südosten und einen dritten, allein aus der Gemeinde Büchenbronn bestehenden Teil im Südwesten der Stadt, der von dem Kreisteil im Südosten Pforzheims nur durch einen zum Pforzheimer Stadtteil Dillweißenstein gehörenden schmalen, schlauchartigen Gebietsstreifen entlang der Nagold abgetrennt war. Vom 1. September 1971 an bis zur Auflösung des Landkreises bildete die Gemeinde Langenalb für sechzehn Monate als Exklave einen vierten Gebietsteil des Landkreises, da durch den Wechsel von Ittersbach zum Landkreis Karlsruhe die vorherige Verbindung zum Hauptteil des Kreisgebietes weggefallen war.

## Geschichte
Das Gebiet des Landkreises Pforzheim gehört zu den ältesten Gebietsteilen des Landes Baden, das 1806 zum Großherzogtum erhoben wurde. Aus dem alten Amt Pforzheim wurde unter Einbeziehung einer Gemeinden zunächst eine Stadt und Erstes Landamt sowie ein Zweites Landamt gebildet, das 1813 unter Ausschluss der Stadt Pforzheim wieder vereinigt wurde. 1819 wurden auch die Stadt Pforzheim wieder eingegliedert und dadurch das Oberamt Pforzheim gebildet. Im Norden des Kreisgebiets gab es ferner das Amt Stein, das jedoch bereits 1821 aufgelöst wurde. Seine Gemeinden wurden auf die Ämter Pforzheim, Bretten und Durlach aufgeteilt. Das somit noch bestehende Oberamt Pforzheim (ab 1864 Bezirksamt), das zum Landeskommissärbezirk Karlsruhe gehörte, bestand in seinen Grenzen bis 1920 unverändert. Dann wurde die Gemeinde Stein vom Bezirksamt Bretten eingegliedert und bei der Auflösung des Bezirksamtes Bretten 1936 erhielt es noch die Gemeinde Nußbaum. Wie alle badischen Bezirksämter erhielt das Bezirksamt Pforzheim 1939 aufgrund des Gesetzes über die Landkreisselbstverwaltung die Bezeichnung Landkreis Pforzheim.
Nach der Bildung des Landes Baden-Württemberg 1952 gehörte der Landkreis Pforzheim zum Regierungsbezirk Nordbaden. Durch die Gemeindereform ab 1970 veränderte sich das Kreisgebiet in drei Fällen. Am 1. September 1971 wurde die Gemeinde Ittersbach dem Landkreis Karlsruhe zugeordnet, da sie am gleichen Tag Teil der neu gebildeten Gemeinde Karlsbad wurde. Gleichzeitig wurde die Gemeinde Würm in den Stadtkreis Pforzheim eingegliedert, ebenso die Gemeinde Hohenwart am 1. April 1972.
Mit Wirkung vom 1. Januar 1973 wurden der Landkreis Pforzheim aufgelöst und seine Gemeinden Teil des neu gebildeten Enzkreises, der damit Rechtsnachfolger des Landkreises Pforzheim wurde. Doch gab dieser am 1. Januar 1974 noch die Gemeinde Büchenbronn, am 1. Januar 1975 die Gemeinde Huchenfeld und am 20. September 1975 die Gemeinde Eutingen an der Enz, die alle zum Landkreis Pforzheim gehört hatten, an den Stadtkreis Pforzheim ab.

### Einwohnerentwicklung
Alle Einwohnerzahlen sind Volkszählungsergebnisse.
| Jahr               | Einwohner |
| ------------------ | --------- |
| 17. Mai 1939       | 43.067    |
| 13. September 1950 | 55.930    |

| Jahr         | Einwohner |
| ------------ | --------- |
| 6. Juni 1961 | 63.080    |
| 27. Mai 1970 | 75.847    |

## Politik

### Landrat
Die Oberamtmänner bzw. Landräte des Bezirksamts bzw. Landkreises Pforzheim 1807–1972:
- 1803–1823: Benjamin Roth (1809–1813 Stadt- und Erstes Landamt, dann beim Stadtamt und ab 1819 beim Oberamt Pforzheim)
- 1810: Franz Xaver Bossi (Zweites Landamt)
- 1813: August Hüber (Zweites Landamt)
- 1814–1819: Karl Autenrieth (Landamt)
- 1823–1842: Carl Deimling
- 1843: Joseph Lang (trat Dienst aber nicht an)
- 1843–1844: Karl Ludwig Böhme
- 1844–1846: Carl von Neubronn
- 1847–1849: Philipp Flad
- 1849–1861: Ludwig Wilhelm Fecht
- 1861–1864: Camill Winter
- 1864–1868: Otto Sachs
- 1868–1872: Franz Sales Hebting
- 1872–1874: August Joos
- 1874–1878: Otto von Scherer
- 1878–1883: Carl Siegel
- 1883–1891: Heinrich Pfister
- 1891–1896: Alexander Pfisterer
- 1896–1899: Wilhelm Holtzmann
- 1899–1903: Hermann Nebe
- 1903–1908: Philipp Jolly
- 1909–1920: Franz Keim
- 1920–1931: Julius Holderer
- 1932–1945: Friedrich Wenz
- 1945: Friedrich Adolf Katz
- 1945–1959: Richard Dissinger
- 1959–1972: Werner Lutz

### Wappen
Der Landkreis Pforzheim führte kein eigenes Wappen.

## Wirtschaft und Infrastruktur

### Verkehr
Durch das Kreisgebiet führte von West nach Ost die Bundesautobahn 8 Karlsruhe-Stuttgart. Ferner führten die Bundesstraßen 10, 294 und 463 durch den Landkreis.

## Gemeinden
Zum Landkreis Pforzheim gehörten ab 1938 zunächst 34 Gemeinden. Es gab keine Städte im Kreisgebiet.
Am 7. März 1968 stellte der Landtag von Baden-Württemberg die Weichen für eine Gemeindereform. Mit dem Gesetz zur Stärkung der Verwaltungskraft kleinerer Gemeinden war es möglich, dass sich kleinere Gemeinden freiwillig zu größeren Gemeinden vereinigen konnten. Den Anfang machte am 1. Juli 1971 die Gemeinde Dietenhausen, die in die Gemeinde Ellmendingen eingegliedert wurde, die wiederum am 30. März 1972 Teil der neuen Gemeinde Keltern wurde. In der Folgezeit reduzierte sich die Zahl der Gemeinden stetig, bis der Landkreis Pforzheim schließlich am 1. Januar 1973 im Enzkreis aufging.
Die größte Gemeinde des Landkreises war Eutingen an der Enz. Die kleinste Gemeinde war Dietenhausen.
In der Tabelle stehen die Gemeinden des Landkreises Pforzheim vor der Gemeindereform. Alle Gemeinden, mit Ausnahme von Ittersbach, gehören heute zum Enzkreis oder zum Stadtkreis Pforzheim. Die Einwohnerangaben beziehen sich auf die Volkszählungsergebnisse in den Jahren 1961 und 1970.
| frühere Gemeinde    | heutige Gemeinde    | heutiger Landkreis | Einwohner am 6. Juni 1961 | Einwohner am 27. Mai 1970 |
| ------------------- | ------------------- | ------------------ | ------------------------- | ------------------------- |
| Bauschlott          | Neulingen           | Enzkreis           | 987                       | 1163                      |
| Bilfingen           | Kämpfelbach         | Enzkreis           | 1561                      | 1741                      |
| Büchenbronn         | Pforzheim           | Pforzheim (Stadt)  | 3231                      | 4415                      |
| Dietenhausen        | Keltern             | Enzkreis           | 201                       | 228                       |
| Dietlingen          | Keltern             | Enzkreis           | 2876                      | 3198                      |
| Dürrn               | Ölbronn-Dürrn       | Enzkreis           | 1046                      | 1231                      |
| Eisingen            | Eisingen            | Enzkreis           | 1425                      | 2360                      |
| Ellmendingen        | Keltern             | Enzkreis           | 1836                      | 1995                      |
| Ersingen            | Kämpfelbach         | Enzkreis           | 3039                      | 3489                      |
| Eutingen an der Enz | Pforzheim           | Pforzheim (Stadt)  | 6129                      | 6500                      |
| Göbrichen           | Neulingen           | Enzkreis           | 1197                      | 1289                      |
| Hamberg             | Neuhausen           | Enzkreis           | 699                       | 761                       |
| Hohenwart           | Pforzheim           | Pforzheim (Stadt)  | 745                       | 791                       |
| Huchenfeld          | Pforzheim           | Pforzheim (Stadt)  | 2354                      | 2652                      |
| Ispringen           | Ispringen           | Enzkreis           | 4111                      | 6413                      |
| Ittersbach          | Karlsbad            | Karlsruhe          | 1941                      | 2238                      |
| Kieselbronn         | Kieselbronn         | Enzkreis           | 1731                      | 1919                      |
| Königsbach          | Königsbach-Stein    | Enzkreis           | 3765                      | 4104                      |
| Langenalb           | Straubenhardt       | Enzkreis           | 880                       | 975                       |
| Lehningen           | Tiefenbronn         | Enzkreis           | 346                       | 452                       |
| Mühlhausen          | Tiefenbronn         | Enzkreis           | 734                       | 824                       |
| Neuhausen           | Neuhausen           | Enzkreis           | 940                       | 1088                      |
| Niefern             | Niefern-Öschelbronn | Enzkreis           | 5644                      | 6656                      |
| Nöttingen           | Remchingen          | Enzkreis           | 1351                      | 1754                      |
| Nußbaum             | Neulingen           | Enzkreis           | 729                       | 852                       |
| Öschelbronn         | Niefern-Öschelbronn | Enzkreis           | 1892                      | 2250                      |
| Schellbronn         | Neuhausen           | Enzkreis           | 623                       | 718                       |
| Singen              | Remchingen          | Enzkreis           | 1819                      | 2483                      |
| Stein               | Königsbach-Stein    | Enzkreis           | 2395                      | 3027                      |
| Steinegg            | Neuhausen           | Enzkreis           | 392                       | 514                       |
| Tiefenbronn         | Tiefenbronn         | Enzkreis           | 1293                      | 1564                      |
| Weiler              | Keltern             | Enzkreis           | 962                       | 1076                      |
| Wilferdingen        | Remchingen          | Enzkreis           | 2885                      | 3413                      |
| Würm                | Pforzheim           | Pforzheim (Stadt)  | 1321                      | 1714                      |

## Kfz-Kennzeichen
Am 1. Juli 1956 wurde dem Landkreis bei der Einführung der bis heute gültigen Kfz-Kennzeichen das Unterscheidungszeichen PF zugewiesen. Es wird im Enzkreis und im Stadtkreis Pforzheim durchgängig bis heute ausgegeben.